# Эскасу (кантон)
Эскасу́ (исп. Escazú) — кантон в провинции Сан-Хосе Коста-Рики.

## География
Находится в северной части провинции. Граничит на севере с провинциями Алахуэла и Эредия. Административный центр — Эскасу.

## Округа
Кантон разделён на 3 округа:
1. Эскасу
2. Сан-Антонио
3. Сан-Рафаэль